# Japon aux Jeux olympiques d'été de 1936
Le Japon participe aux Jeux olympiques d'été de 1936 à Berlin en Allemagne. L'équipe olympique japonaise, composée de 220 sportifs, se classe, avec dix-huit médailles, au huitième rang du classement des nations. Si les athlètes japonais s’alignent dans de nombreuses disciplines, ils ne conquièrent des médailles que dans deux sports. En l’occurrence, l’Athlétisme qui leur permet de rapporter de Berlin 7 médailles dont deux en or. Et surtout la Natation qu’ils dominent outrageusement, remportant pas moins de 11  médailles dont 4 en or. 

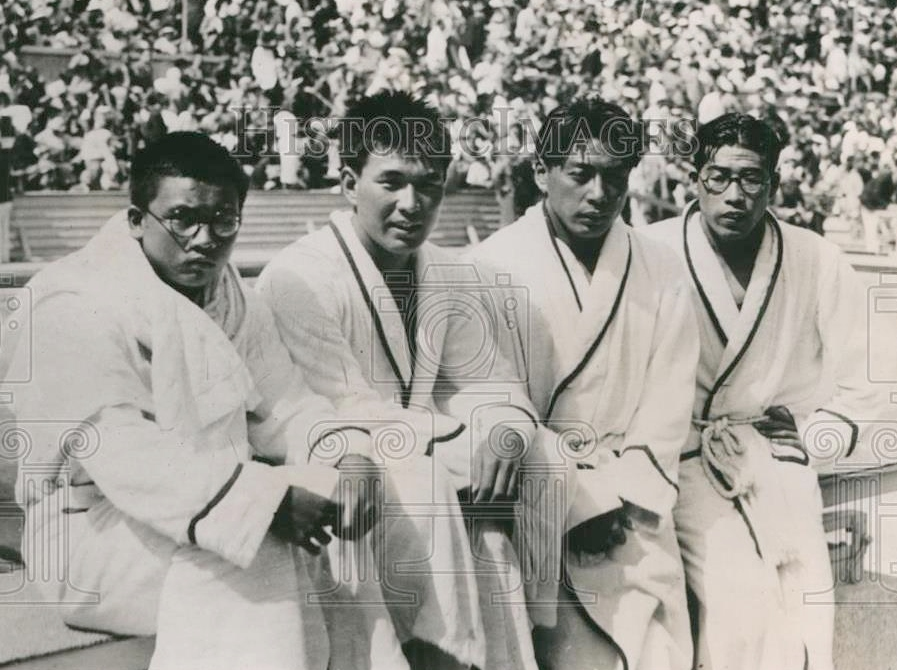
Suguira, Yusa, Arai et Taguchi champions olympiques sur 4 x 200 m nage libre.

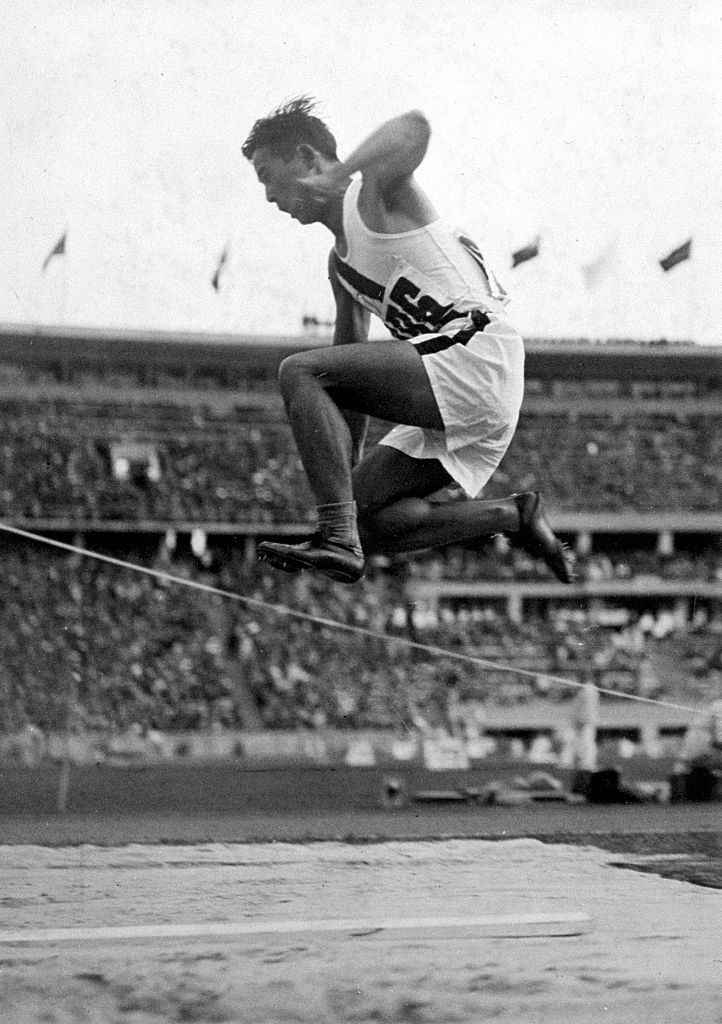
Naoto Tajima champion olympique au triple saut.

## Contexte
Occupant depuis 1931 la Mandchourie, vaste territoire au nord-est de la Chine, l'Armée impériale japonaise se heurte à l'Armée rouge sur les confins de la Sibérie et de la Mongolie. C'est pourquoi le gouvernement japonais tente de se rapprocher de l'Allemagne nazie et rejette l'idée d'un boycott des Jeux olympiques de Berlin. De plus, candidat à l'organisation des Jeux de 1940, l'empire du Japon a l'intention de faire bonne figure à Berlin en envoyant une délégation de plus de deux cents sportifs.

## Liste des médaillés japonais

### Médailles d'or
| Sport              | Discipline               | Sportifs                                                  | Performance            |
| Médailles d'or : 6 |                          |                                                           |                        |
| Athlétisme         | Triple saut (H)          | Naoto Tajima                                              | 16,00 m (RM)           |
| Athlétisme         | Marathon (H)             | Son Kitei                                                 | 2 h 29 min 19 s 2 (RO) |
| Natation           | 4 x 200 m nage libre (H) | Masanori Yusa Shigeo Sugiura Masaharu Taguchi Shigeo Arai | 8 min 51 s 5 (RM)      |
| Natation           | 200 m brasse (H)         | Tetsuo Hamuro                                             | 2 min 41 s 5           |
| Natation           | 200 m brasse (F)         | Hideko Maehata                                            | 3 min 03 s 6           |
| Natation           | 1 500 m (H)              | Noboru Terada                                             | 19 min 13 s 7          |

### Médailles d'argent
| Sport                  | Discipline           | Sportifs       | Performance  |
| Médailles d'argent : 4 |                      |                |              |
| Athlétisme             | Saut à la perche (H) | Shuhei Nishida | 4,26 m       |
| Athlétisme             | Triple saut (H)      | Masao Harada   | 15,66 m      |
| Natation               | 100 m nage libre (H) | Masanori Yusa  | 57 s 9       |
| Natation               | 400 m nage libre (H) | Shunpei Uto    | 4 min 45 s 6 |

### Médailles de bronze
| Sport                   | Discipline             | Sportifs        | Performance       |
| Médailles de bronze : 8 |                        |                 |                   |
| Athlétisme              | Saut à la perche (H)   | Sueo Oe         | 4,25 m            |
| Athlétisme              | Saut en longueur (H)   | Naoto Tajima    | 7,74 m            |
| Athlétisme              | Marathon (H)           | Nan Shoryu      | 2 h 31 min 42 s 0 |
| Natation                | 100 m nage libre (H)   | Shigeo Arai     | 58 s 0            |
| Natation                | 400 m nage libre (H)   | Shozo Makino    | 4 min 48 s 1      |
| Natation                | 1 500 m nage libre (H) | Shunpei Uto     | 19 min 34 s 6     |
| Natation                | 100 m dos (H)          | Masaji Kiyokawa | 1 min 08 s 4      |
| Natation                | 200 m brasse (H)       | Reizo Koike     | 2 min 44 s 2      |

## Source de la traduction
- (en) Cet article est partiellement ou en totalité issu de l’article de Wikipédia en anglais intitulé « Japan at the 1936 Summer Olympics » (voir la liste des auteurs).

## Sources
- (en) Japon aux Jeux olympiques d'été de 1936 sur olympedia.org
- (en) Résultats complets du Japon sur le site SR/Olympics.Sports